# Мельничук Максим Олександрович
Максим Олександрович Мельничук (нар. 18 вересня 1999) — український футболіст, півзахисник.

## Кар'єра гравця
Вихованець столичного РВУФК (Київ). У 2015 році перейшов до молодіжної академії київського «Динамо». У ДЮФЛУ виступав за киян з 2015 по 2016 рік. З 2016 по 2018 рік грав за «Динамо» в юніорському чемпіонаті України (29 матчів, 1 гол).
Напередодні старту сезону 2019/20 років приєднався до молодіжної команди «Ворскли», у складі якої виступав до початку жовтня. На початку жовтня через травми гравців основного складу став одним з 5-и гравців полтавської «молодіжки», яких почали залучати до тренувань першої команди. Дебютував за першу команду «Ворскли» 20 жовтня 2019 року в програному (0:2) виїзному поєдинку 11-о туру Прем'єр-ліги проти донецького «Олімпіка». Максим вийшов на поле в стартовому складі та відіграв усі 90 хвилин. За підсумками того сезону Мельничук став з командою фіналістом Кубка України 2019/20, вийшовши на поле на тому турнірі лише в одній грі 1/8 фіналу з «Колосом».
29 серпня 2020 року ЗМІ повідомили, що гравець увійшов до складу одеського «Чорноморця».

## Кар'єра в збірній
У 2014—2015 роках залучався до складу юнацької збірної України U-16.

## Досягнення
«Динамо» (Київ)
- Чемпіон України U-19 (2): 2016/17, 2017/18

«Ворскла» (Київ)
- Фіналіст Кубка України: 2019/20